# 中院通淳
中院 通淳（なかのいん みちあつ）は、室町時代中期の公卿。権大納言・中院通守の子。官位は従一位・准大臣。延命院と号す。

## 経歴
以下、『公卿補任』、『尊卑分脈』の内容に従って記述する。
- 応永26年（1419年）12月5日、参議に任ぜられる。この時、従四位上、右中将。
- 応永27年（1420年）1月5日、正四位下に昇叙。3月26日、遠江権守を兼ねる。
- 応永28年（1421年）1月、従三位に叙せられる。
- 応永31年（1424年）3月17日、権中納言に昇進。
- 応永32年（1425年）1月5日、正三位に昇叙。同月30日、権中納言を辞した。同年6月7日、権中納言に還任。
- 正長元年（1428年）3月11日、権中納言を辞した。
- 永享9年（1437年）1月5日、従二位に昇叙。
- 永享10年（1438年）3月30日、権大納言に任ぜられる。
- 嘉吉元年（1441年）12月23日、淳和院別当に補される[1]。
- 文安元年（1444年）4月3日、正二位に昇叙。
- 文安2年（1445年）10月25日、権大納言を辞退。同年11月7日、権大納言に還任。
- 文安5年（1448年）1月29日、権大納言を辞した。同年12月8日、権大納言に還任。
- 宝徳2年（1450年）3月29日、権大納言を辞した[2]。
- 宝徳3年（1451年）11月19日、従一位に叙せられ准大臣の宣下。同月24日、出家。法名は妙通。同月28日、薨去。享年63。

## 准大臣の宣下について
中原康富が『康富記』で中院通成から中院通淳に至る中院家歴代当主について回想し、「彼中院之一流元祖通成、任内大臣給、其次通頼、為准大臣、其次通重、任内大臣、其次通顕、任内大臣、其次通冬、為一位大納言、其次通氏、為正二位權大納言、故通守卿、為中納言、通淳卿、大納言、去月一日一品、今日為准大臣」と記し、通冬-通氏-通守の三代が納言クラスの官位に留まったのに対し、通淳が准大臣になったことを「被興三代中絶、可謂規模乎」と感慨を述べ、つまり中院家の大臣家としての家格を再興したことを評価している。

## 中院家復権のきっかけを得る
通淳の曾祖父中院通冬が一時的に南朝に仕えたことがきっかけとなり、持明院統北朝政権下で中院家は沈淪を余儀なくされた。通淳も辞任還任を繰り返す状態であったが、「嘉吉の乱」があり室町幕府6代将軍・足利義教が赤松満祐に暗殺されたことを境に淳和院別当に補され、従一位准大臣に至ったのである。息男の中院通秀と肖柏が共に歌人として名を成したこともあり、和歌を足がかりとして中院家は徐々に復権してゆくことになった。

## 系譜
- 父：中院通守（1377-1418）
- 母：不詳
- 妻：中院通敏の娘
  - 長男：中院通秀（1428-1494）
- 生母不明の子女
  - 男子：肖柏（1443-1527）